# جنگ و صلح (مینی‌سریال)
جنگ و صلح (فرانسوی: Guerre et Paix‎) یک مینی‌سریال ایتالیایی-فرانسوی است که در سال ۲۰۰۷ منتشر شد.

## بازیگران
- الکساندر بیر در نقش پیر بزوخوف
- کلمانس پوئزی در نقش ناتاشا روستوا
- السیو بونی در نقش آندری بالکونسکی
- ویولانته پلاچیدو در نقش هلن کوراگینا
- ولادیمیر ایلین در نقش میخائیل کوتوزوف
- اسکالی دلپیرات در نقش ناپلئون بناپارت
- ایگور کاستالفسکی در نقش الکساندر یکم، امپراتور روسیه
- مالکوم مک‌داول
- آندرئا جوردانا
- برندا بلتین
- تونی برتورلی
- هانه‌لوره السنر
- بنیامین زادلر
- کن دوکن
- والنتینا چروی
- آنا کاترینا موراریو
- لخ دیبلیک
- پاوئو بورچیک